# Oncocnemis lindseyi
Oncocnemis lindseyi är en fjärilsart som beskrevs av Max Wilhelm Karl Draudt 1924. Oncocnemis lindseyi ingår i släktet Oncocnemis och familjen nattflyn. Inga underarter finns listade i Catalogue of Life.